# Republica Democratică Crimeea
Republica Democratică Crimeea (Republica Populară Crimeea) (în tătară crimeeană: Qırım Halq Cumhuriyeti) a existat între decembrie 1917 – ianuarie 1918 în Peninsula Crimeea, în sudul Ucrainei actuale. Republica a fost o primă încercare a de a crea un stat suveran în peninsulă și a fost una din numeroasele state efemere apărute în urma Revoluției Ruse din 1917 cauzând colapsul Imperiului Rus.